# Arco Norte
El Arco Norte o Libramiento Norte de la Ciudad de México es una autopista de cuota en el centro de México que sirve como circunvalación de la Zona Metropolitana del Valle de México y evita el paso diario de miles de vehículos por la congestionada capital del país, ahorrando hasta 4 horas de recorrido.
El Arco Norte pasa por cuatro estados de la República: Puebla, Tlaxcala, Hidalgo y México, cruzando las autopistas México–Querétaro, en el kilómetro 89 de esa vialidad; México–Pachuca, en el kilómetro 128 de esa vialidad; México–Tulancingo, en el kilómetro 153 de esa vialidad y México–Puebla, en el kilómetro 226 de esa vialidad; entre otras.
La carretera comienza en Atlacomulco (poniente) y el entronque con Carretera Federal 126, que es una ruta a Guadalajara, pasando por el entronque con la autopista de cuota México-Querétaro y luego por la zona fronteriza del Estado de México e Hidalgo, pasando después por Tula de Allende y Pachuca, para continuar por el estado de Tlaxcala y terminar en la localidad de San Martín Texmelucan de Labastida, Puebla (oriente).
La construcción del Arco Norte comenzó el 28 de febrero de 2006. La primera sección de 169 km, abrió en julio del 2009.

## Formas de pago
1.- Pago en Efectivo: En esta autopista se acepta pago en efectivo, en moneda nacional. El cobrador de peaje entregará un recibo como comprobante del pago realizado.
2.- Pago Electrónico Pase Urbano o IAVE: Tag Pase Urbano o IAVE. Sistema que permite transitar por las autopistas de México. Las transacciones se registrarán a través de un medio electrónico de pago (TAG). El TAG es un dispositivo electrónico que se coloca en el vehículo y que al ser leído por una de las antenas instaladas en los carriles IAVE, permite libre acceso a la autopista. Con pago electrónico Tag Pase Urbano o IAVE no se entrega recibo de pago.